# 熊野神社 (滑川町)
熊野神社（くまの じんじゃ）は、埼玉県比企郡滑川町福田に位置する神社。紀伊国牟婁郡の熊野速玉大社の分社として祀られたと伝えられるが、創建の時代は明らかでない。『新編武蔵風土記稿』には、天台宗普光寺持として記載され、同寺は資料から見て、その開始は鎌倉時代に遡り、室町時代後期まで下福田地域で寺職を司る寺と推測されることや、境内に樹齢五百年を超えると見られる杉の大樹が繁茂していたことから、当社の創始は室町以前と推察される。
江戸時代中期から伝わる下福田ささら獅子舞が、7月の夏の大祭と10月の秋の大祭に奉納される。

## 歴史
祭神は、 伊弉冉命、速玉男命、事解男命の三柱で、熊野三所権現像が内陣に奉安されている。これらの像は、付近の分山から切り出された石材で作られており、宮本倭蔵と称する石工の銘がある。倭蔵は、越後国から寛政期（1789-1801）頃に福田村に移住してきた人といわれている。
『新編武蔵風土記稿』には、この熊野神社はかつて下福田地内にあった天台宗普光寺が別当寺であると記載されている。また、普光寺の開山賢意の寂年が貞享元年(1684年)であることから、熊野神社が地域の鎮守として勧請されたのも同時期であると推定されている。
明治元年(1868年)の神仏分離令により別当であった普光寺の管理下を離れ、明治4年(1871年)に村社となった。大正2年(1913年)には福田地内の伊勢神社、八雲神社、稲荷神社を合祀した。昭和8年(1933年)には指定村社に昇格した。

## 信仰
年間の行事は、4月15日の例祭、7月15日の夏祭り(天王様)、10月17日の秋祭り(秋のお日待)、12月25日の大祓。
例祭は無病息災を祈願する祭りで、氏子区域の四つの集落からそれぞれ大きな盤台に「でんぐ団子」を盛って持ち寄り供える。この風習は各集落2名の用番が各戸から米を2合ずつ集めてこしらえ祭典後に、団子を参詣者に配っていた(現在は実施していない)。昭和初期頃までは、日照りが続くと上福田と下福田双方のささら獅子舞が、上福田の浅間山にある浅間神社の舞庭でささらをすりあって雨乞いをする。この間蓑笠を着た用番などが、浅間山の山頂にある池の水を掻き出すと、その水が山の下まで流れつかぬうちに雨が降り出すといわれていた（現在は浅間神社に奉納される上福田ささら獅子舞は休止されている）。
夏祭りは八雲神社の祭礼、天王様と呼ばれる悪病除けで、地内に疫病が入らないように祈願する祭りである。

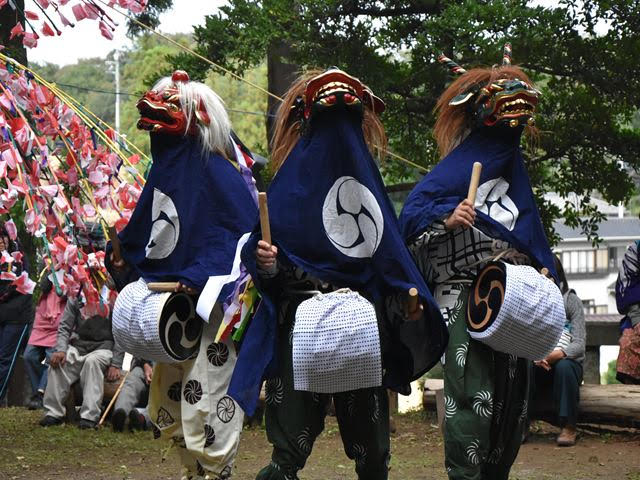
[https://sites.google.com/view/sasarashishimai/%E3%83%9B%E3%83%BC%E3%83%A0 下福田ささら獅子舞

夏と秋の祭りに国家安康、五穀豊穣、子孫繁栄や氏子安穏などを祈願して奉納される三匹獅子舞は、下福田のささら獅子舞と呼ばれる風流系一人立ち三匹獅子舞で、地域の人々に親しまれている。下福田のささら獅子舞は、滑川町に五つあった獅子舞のうち、江戸時代中期頃に始まり現在に至るまで、途切れることなく舞い続けている唯一の獅子舞で、1980年に埼玉県文化ともしび賞、2014年に滑川町の無形民俗文化財に指定されている。また、2024年の滑川町町制施行40周年記念事業として発行した記念切手にも採用されている。

## 動画
- 埼玉県比企郡滑川町『下福田のささら獅子舞』 : YouTubeの動画リスト

1. 下福田のささら獅子舞（前庭）
2. 下福田のささら獅子舞（後庭）

## リンク
- 下福田のささら獅子舞（熊野神社ＨＰ）
- 文化遺産オンライン：下福田のささら獅子舞（文化庁）
- 無形文化遺産総合データベース：下福田ささら獅子舞（国立文化財機構）
- 下福田ささら獅子舞（埼玉県わびさび和文化を応援HP）
- 滑川町指定文化財一覧：下福田のささら獅子舞（滑川町ＨＰ）
- 三匹獅子舞